# ماريا بار
ماريا بار (بالنرويجية: Maria Parr)‏ هي كاتبة للأطفال وكاتِبة نرويجية، ولدت في 18 يناير 1981 في فانيلفان في النرويج.

## وصلات خارجية
- ماريا بار على موقع ميوزك برينز (الإنجليزية)